# 范祖述
范祖述（?—?），華陽（今四川成都）人。累官朝議大夫。父同為北宋政治人物范百祿，官至翰林學士。

## 生平
范祖述本為潁州監酒稅及輔助獄掾備文定案。曾救活兩個死囚而被潁州人以為范祖述是神。之後出任鞏縣知縣之時，開鑿南山引水入洛陽令到鞏縣無水患，所以得到時任宰相文彥博稱讚其能力。但因其父范百祿墮入黨爭問題而被調為監中嶽廟。久之，任涇州通判。再被調任台州知州，在任期間奏請停止黄柑及葛花菜作為貢品。再任命為主管西京御史台。宋欽宗趙桓靖康年間因多難而避走汝州，被宋太祖六世孫汝州太守趙子櫟邀與共守，於是旁郡盡陷，唯獨汝州能夠保全。